# Archivio di Stato di Avellino
L'Archivio di Stato di Avellino è l'ufficio periferico del Ministero per i beni e le attività culturali che a norma di legge conserva la documentazione storica prodotta dalle amministrazioni periferiche dello Stato nella provincia di Avellino e per deposito volontario, custodia temporanea, donazione o acquisto ogni altro archivio o raccolta documentaria di importanza storica.

## Storia
Fu istituito a seguito della legge 12 novembre 1818, n. 1379, che prevedeva la nascita di archivi provinciali nel Regno delle Due Sicilie. A seguito del Regio Decreto del 22 settembre 1932, n.1391, divenne Archivio provinciale di Stato mentre assunse la denominazione di Sezione di Archivio di Stato con l'emanazione della legge del 22 dicembre 1939, n. 2006. Divenne, infine, Archivio di Stato grazie al D.P.R. del 30 settembre 1963, n. 1409.
Dal 2007 ha sede all'interno del complesso monumentale ex Carcere borbonico, nel padiglione un tempo destinato alla detenzione delle donne. La documentazione occupa circa 11.000 metri lineari collocati in moderni locali di deposito, in due piani interrati ricavati sotto il padiglione femminile.

## Patrimonio

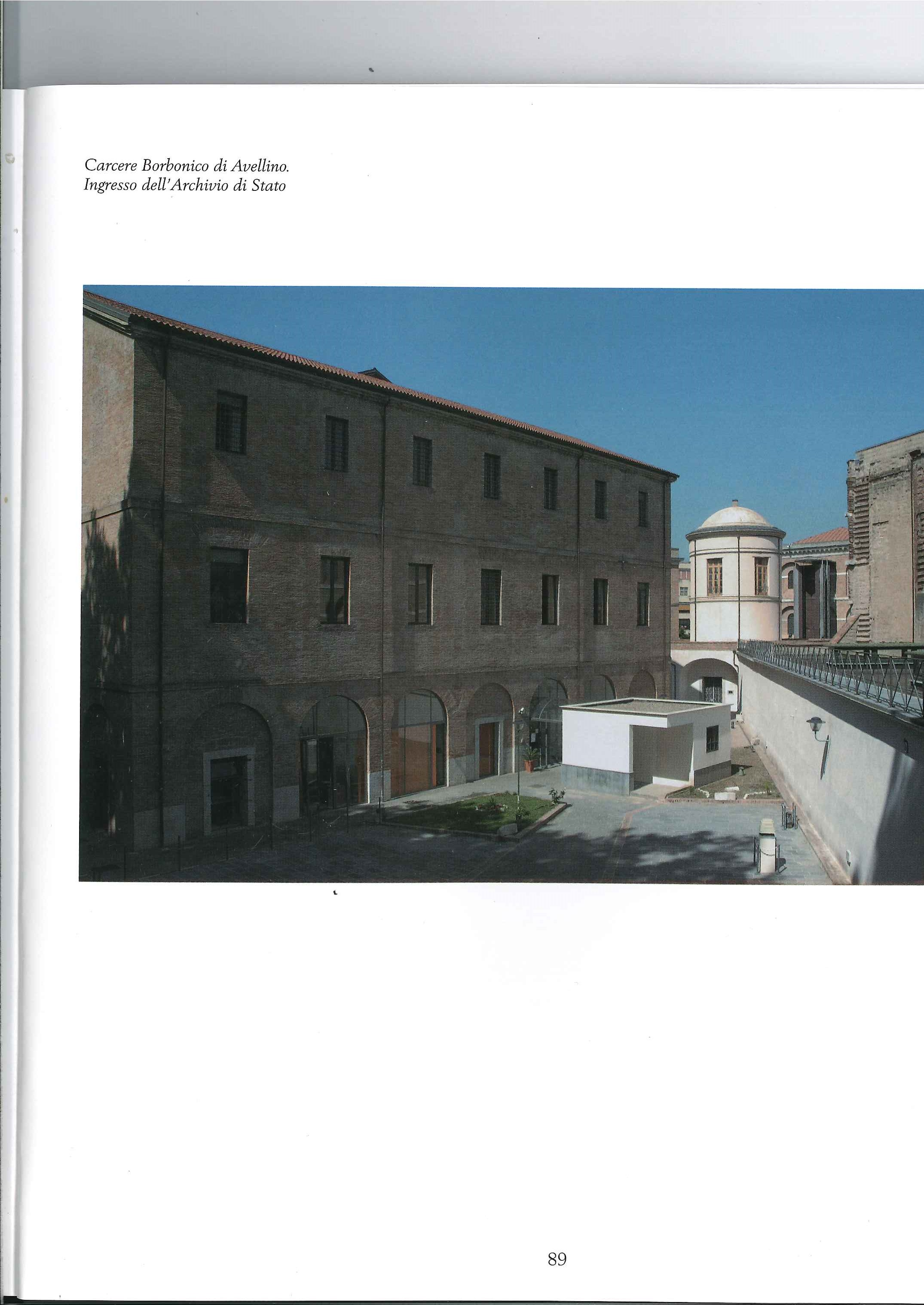
Ingresso dell'Archivio di Stato di Avellino

L'Istituto conserva la documentazione delle antiche magistrature dell’ex provincia di Principato Ultra, prima tra tutte la Regia udienza provinciale che aveva sede in Montefusco, il più importante nucleo attorno al quale si aggregarono i versamenti successivi. Conserva inoltre gli archivi prodotti dalle istituzioni amministrative e giudiziarie degli Stati preunitari e dello Stato italiano, archivi di enti religiosi soppressi, di enti locali, archivi notarili delle piazze della provincia di Avellino, archivi privati di persone, famiglie e imprese storicamente rilevanti sul territorio, per un totale di circa 66.000 fasci, che abbracciano un arco temporale compreso tra il 1423 ed il 1960.
Il documento più antico, una pergamena del 1324, è la concessione dell’officium baliatus alla vedova di Ruggero I Sanseverino, signore di Bisaccia; i fondi più recenti contengono atti giudiziari, di Prefettura, e di Stato civile, ancora in fase di riordinamento.

## Cronologia dei direttori

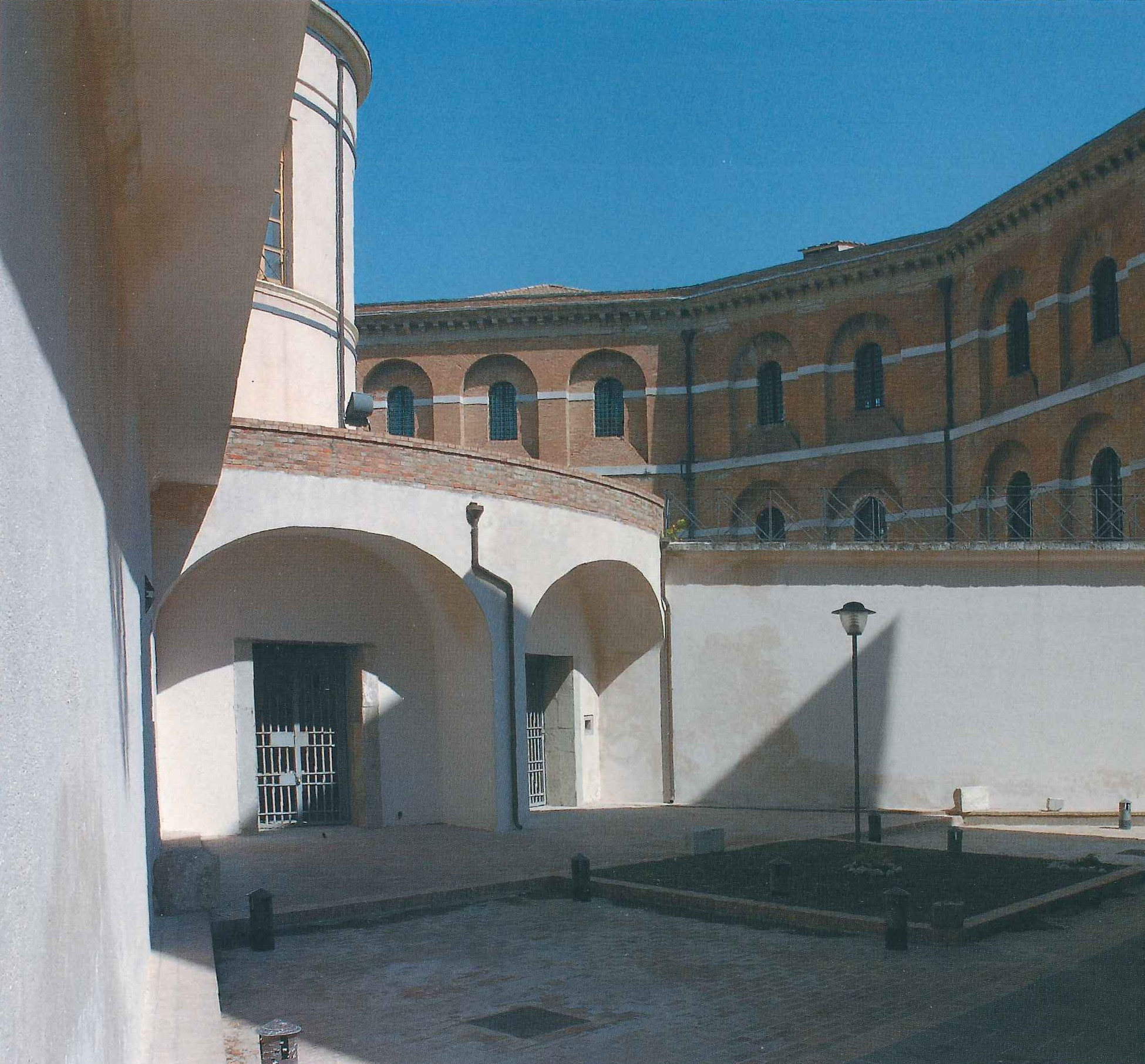
Veduta del cortile interno dell'Archivio di Stato di Avellino

| Matteo De Conciliis       | 1820 - 1821      |
| Giacomo Paoliello         | 1821 - 1827      |
| Luigi Forte               | 1830 - 1863      |
| Raffaele Grimaldi         | 1863 - 1864      |
| Antonino Del Vechio       | 1865 - 1900      |
| Vincenzo Boccieri         | 1902 - 1928      |
| Salvatore Pescatori       | 1928 - 1951      |
| Gaetano Carbutti          | 1951 - 1958      |
| Mario Crisci              | 1951, 1958, 1959 |
| Eva Mazzone               | 1958 - 1959      |
| Rosario Pannuto           | 1959 - 1970      |
| Alfredo Mastrangelo       | 1970 - 1973      |
| Mario Bonajiuto           | 1973 - 1981      |
| Andrea Sessa              | 1981 - 1983      |
| Maria Antonietta Martullo | 1983 - 1985      |
| Andrea Sessa              | 1985 - 2001      |
| Gerardina Rita De Lucia   | 2001 - 2012      |
| Carlo Guardascione        | 2012 - 2014      |
| Michelina Sessa           | 2014 - 2016      |
| Maria Amicarelli          | 2016 - 2024      |
| Lorenzo Terzi             | 2024 -           |